# Noblejas
Noblejas és un municipi de la província de Toledo, a la comunitat autònoma de Castella la Manxa. Limita amb Colmenar de Oreja al nord, a la província de Madrid i Villarrubia de Santiago a l'est, Villatobas al sud, Ocaña al sud-oest i el territori d'Oreja, pertanyent a Ontígola, a l'oest, a la de Toledo.

## Demografia
| 1996  | 1998  | 1999  | 2000  | 2001  | 2002  | 2003  | 2004  | 2005  | 2006  |
| ----- | ----- | ----- | ----- | ----- | ----- | ----- | ----- | ----- | ----- |
| 3.022 | 3.010 | 3.016 | 3.060 | 3.063 | 3.081 | 3.149 | 3.239 | 3.287 | 3.332 |

## Administració
| Període      | Nom de l'alcalde/-essa          | Partit polític | Data de possessió |
| ------------ | ------------------------------- | -------------- | ----------------- |
| 1979 - 1983  | Felipe Antonio Jiménez Zarraute | UCD            | 19/04/1979        |
| 1983 - 1987  | Agustín Jiménez Crespo          | PSOE           | 28/05/1983        |
| 1987 - 1991  | Agustín Jiménez Crespo          | PSOE           | 30/06/1987        |
| 1991 - 1995  | Agustín Jiménez Crespo          | PSOE           | 15/06/1991        |
| 1995 - 1999  | Agustín Jiménez Crespo          | PSOE           | 17/06/1995        |
| 1999 - 2003  | Agustín Jiménez Crespo          | PSOE           | 03/07/1999        |
| 2003 - 2007  | Agustín Jiménez Crespo          | PSOE           | 14/06/2003        |
| 2007 - 2011  | Agustín Jiménez Crespo          | PSOE           | 16/06/2007        |
| 2011 - 2015  | n/d                             | n/d            | 11/06/2011        |
| 2015 - 2019  | n/d                             | n/d            | 13/06/2015        |
| 2019 - 2023  | n/d                             | n/d            | 15/06/2019        |
| Des del 2023 | n/d                             | n/d            | 17/06/2023        |